# Punktprozess
Ein Punktprozess ist ein spezieller stochastischer Prozess und somit Untersuchungsobjekt der Wahrscheinlichkeitstheorie, einem Teilgebiet der Mathematik. Anschaulich modellieren Punktprozesse die zufällige Verteilung von Punkten, im einfachsten Fall auf den positiven reellen Zahlen, im {\displaystyle \mathbb {R} ^{n}} oder in allgemeineren Mengen. Bekanntestes Beispiel eines Punktprozesses ist der Poisson-Prozess, der auch Poisson-Punkt-Prozess genannt wird.

## Definition
Sei {\displaystyle (\mathbb {X} ,{\mathcal {X}})} ein messbarer Raum. Ein Punktprozess ist ein Spezialfall eines zufälligen Maßes. Wir betrachten einen Raum {\displaystyle \mathrm {M} }, dessen Elemente s-endliche Zählmaße auf dem Raum {\displaystyle \mathbb {X} } sind. Dann ist die Zufallsvariable
{\displaystyle \xi \colon (\Omega ,{\mathcal {F}})\to (\mathrm {M} ,{\mathcal {M}})},
ein Punktprozess.

### Simpler Punktprozess
Ein Punktprozess wird simple oder einfach genannt, falls jeder Punkt fast sicher distinkt ist.

## Moment-Maße
Für einen Punktprozess {\displaystyle \xi } lassen sich Maße für die Momente und faktoriellen Momente definieren.

### n-tes Moment-Maß
Das {\displaystyle n}-te Moment-Maß {\displaystyle M^{n}} für eine nicht-negative messbare Funktion {\displaystyle f:\mathbb {R} ^{n}\to \mathbb {R} ^{+}} ist definiert durch:
{\displaystyle \mathbb {E} \left[\sum _{(x_{1},\dots ,x_{n})\in \xi }f(x_{1},\dots ,x_{n})\right]=\int _{{\textbf {R}}^{n}}f(x_{1},\dots ,x_{n})M^{n}(dx_{1},\dots ,dx_{n})}

### n-tes faktorielles Moment-Maß
Betrachte des Maß ({\displaystyle \delta } bezeichnet das Diracmaß)
{\displaystyle N^{(n)}=\sum \limits _{(x_{1}\neq \cdots \neq x_{n})\in \xi }\delta _{(x_{1}\neq \cdots \neq x_{n})},}
dann ist das {\displaystyle n}-te faktorielle Moment-Maß {\displaystyle M^{(n)}} für Borell-Mengen {\displaystyle A_{i}} in {\displaystyle \zeta } definiert als
{\displaystyle M^{(n)}(A_{1}\times \cdots \times A_{n})=\mathbb {E} [N^{(n)}(A_{1}\times \cdots \times A_{n})].}
Das heißt für eine nicht-negative messbare Funktion {\displaystyle f:\mathbb {R} ^{n}\to \mathbb {R} ^{+}}:
{\displaystyle \mathbb {E} \left[\sum _{(x_{1}\neq \cdots \neq x_{n})\in \xi }f(x_{1},\ldots ,x_{n})\right]=\int _{{\textbf {R}}^{n}}f(x_{1},\ldots ,x_{n})M^{(n)}(dx_{1},\ldots ,dx_{n})}
Falls das n-te faktorielle Moment-Maß absolut stetig bezüglich eines Referenz-Maßes {\displaystyle \lambda ^{n}} (üblicherweise das Lebesgue-Maß) ist, so nennt man die Radon-Nikodým Dichte
{\displaystyle M^{(n)}(A_{1}\times \cdots \times A_{n})=\int _{A_{1}\times \dots \times A_{n}}\rho ^{(n)}(x_{1},\ldots ,x_{n})\mathrm {d} \lambda (x_{1})\cdots \mathrm {d} \lambda (x_{n})}
für alle Borell-Mengen {\displaystyle A_{i}} in {\displaystyle \zeta } Korrelationsfunktion (auch multivariate Intensität).

### Paar-Korrelationsfunktion
Sei {\displaystyle \rho ^{(n)}} die Radon-Nikodým-Dichte eines absolut stetigen n-ten faktoriellen Moment-Maß. Dann lässt sich die Paar-Korrelationfunktion oder 2-Punkt Korrelationsfunktion wie folgt bilden
{\displaystyle \vartheta (x_{1},x_{2})={\frac {\rho ^{(2)}(x_{1},x_{2})}{\rho ^{(1)}(x_{1})\rho ^{(1)}(x_{2})}}}
für zwei Punkte {\displaystyle x_{1},x_{2}\in \mathbb {R} }.

## Definition auf den positiven Zahlen
Eine Folge von Zufallsvariable {\displaystyle (X_{n})_{n\in \mathbb {N} }} heißt ein Punktprozess (auf {\displaystyle \mathbb {R} ^{+}}), wenn gilt:
- Es ist {\displaystyle X_{0}=0}
- Die Folge ist fast sicher streng monoton wachsend, das heißt {\displaystyle X_{0}<X_{1}<X_{2}<\dots }

## Beispiele
Ein einfaches Beispiel für einen Punktprozess erhält man, wenn man eine unabhängig identisch verteilte Folge von Zufallsvariablen {\displaystyle (Y_{k})_{k\in \mathbb {N} }}, die fast sicher echt positive Werte annehmen, betrachtet. Definiert man dann
{\displaystyle X_{0}=0} und
{\displaystyle X_{n}:=\sum _{i=1}^{n}Y_{i}},
so ist die Folge der {\displaystyle X_{n}} monoton wachsend, somit handelt es sich um einen Punktprozess.

### Hawkes-Prozess
Ein Hawkes-Prozess {\displaystyle H_{t}} ist ein einfacher Punktprozess, der einen Punktprozess modelliert, bei dem das Auftreten eines Ereignisses, einen positiven Einfluss (d. h. erhöhen) auf die Intensität für zukünftige Ereignisse hat.
Die bedingte Intensität {\displaystyle \lambda (t)} folgende Form hat
{\displaystyle {\begin{array}{ll}\lambda (t)&=\mu (t)+\int _{-\infty }^{t}\nu (t-s)dH_{s}\\&=\mu (t)+\sum \limits _{k:T_{k}<t}\nu (t-T_{k})\end{array}}}
wobei {\displaystyle \nu :\mathbb {R} ^{+}\rightarrow \mathbb {R} ^{+}} ein Integralkern ist, der den positiven Einfluss vergangener Ereignisse {\displaystyle T_{i}} auf die jetzige Intensität {\displaystyle \lambda (t)} modelliert. Dabei ist {\displaystyle \mu (t)} entweder der zu erwartende, vorhersagbare, oder deterministische Teil der Intensität. {\displaystyle \{T_{i}:T_{i}<T_{i+1}\}\in \mathbb {R} } sind Stoppzeiten des i-ten Ereignisses.

## Eigenschaften

### Campbellsche Formel
Die Campbellsche Formel beschreibt eine wichtige Eigenschaft eines Punktprozesses {\displaystyle \xi } zu seiner Intensität {\displaystyle \gamma }. Für alle {\displaystyle \gamma }-integrierbaren Funktionen {\displaystyle f(x)} gilt
{\displaystyle \mathbb {E} \left(\int f(x)\xi (\mathrm {d} x)\right)=\int f(x)\gamma (\mathrm {d} x)}

### Echte Punktprozesse
Man unterscheidet zwischen echten und unechten Punktprozessen. Ein Punktprozess {\displaystyle \xi } wird dann echt genannt, wenn ein Zufallsvariable {\displaystyle M} mit Werten in {\displaystyle \mathbb {N} _{0}\cup \{\infty \}} und Zufallsvariablen {\displaystyle (X_{i})_{i\in \mathbb {N} }} existieren, so dass fast sicher gilt
{\displaystyle \xi (B)=\sum \limits _{n=1}^{M}\delta _{X_{i}}(B)\quad \forall B\in {\mathcal {X}}}
Es lässt sich zeigen, dass es für jeden Poisson Punktprozesse einen echten Punktprozess gibt, der die gleiche Verteilung auf demselben Raum besitzt.

## Erläuterung
Ein Punktprozess auf {\displaystyle \mathbb {R} ^{+}} modelliert die zufällige Verteilung von Punkten auf den positiven Zahlen. Dabei besagt der erste Teil der Definition, dass der erste Punkt der Nullpunkt sein soll. Der zweite Teil besagt, dass die Punkte mit einer Ordnung versehen sind, also schon der Größe nach sortiert sind.
Im obigen Beispiel werden die Zufallsvariablen über {\displaystyle X_{n}} über ihre Zuwächse definiert. Dabei entsprechen die Verteilungen der Zuwächse, hier im Beispiel {\displaystyle X_{n+1}-X_{n}=Y_{n}}, im allgemeinen Fall {\displaystyle X_{n+1}-X_{n}}, der Verteilung des Abstandes der Punkte. So sind beispielsweise beim Poisson-Prozess die Abstände zwischen zwei Punkten exponentialverteilt.

## Der zugehörige Zählprozess
Jedem Punktprozess auf {\displaystyle \mathbb {R} ^{+}} lässt sich durch
{\displaystyle N_{t}=\sum _{i=1}^{\infty }\mathbf {1} _{\{X_{i}\leq t\}}}
ein Zählprozess zuordnen ({\displaystyle \mathbf {1} _{A}} bezeichnet hier die charakteristische Funktion auf der Menge {\displaystyle A}). Anschaulich läuft der Zählprozess von Nullpunkt aus mit gleichbleibender Geschwindigkeit die positiven Zahlen ab und zählt, wie viele Punkt er bis zum Zeitpunkt {\displaystyle t} schon angetroffen hat. Zählprozess und Punktprozess beleuchten hier zwei Aspekte derselben Idee. In ihrer Formalisierung unterscheiden sie sich jedoch deutlich, wie sich schon an ihrer Indexmenge zeigt.